# Вилоубрук (округ Дупејџ, Илиноис)
Вилоубрук (енгл. Willowbrook, DuPage County) град је у америчкој савезној држави Илиноис.

## Демографија
По попису из 2010. године број становника је 8.540, што је 427 (-4,8%) становника мање него 2000. године.
| Група             | 2000.         | 2010.         |
| Белци             | 7.348 (81,9%) | 6.378 (74,7%) |
| Афроамериканци    | 217 (2,4%)    | 405 (4,7%)    |
| Азијати           | 898 (10,0%)   | 1.154 (13,5%) |
| Хиспаноамериканци | 382 (4,3%)    | 487 (5,7%)    |
| Укупно            | 8.967         | 8.540         |